# 페이 더 고스트
《페이 더 고스트》(영어: Pay the Ghost)는 미국에서 제작된 울리 에델 감독의 2015년 초자연 공포 영화이다. 니컬러스 케이지, 세라 웨인 캘리스 등이 출연하였고, 니콜라 샤르티에 등이 제작에 참여하였다.

## 줄거리
교수 마이크는 일 년 전 핼러윈 축제 중 납치된 아들 찰리를 되찾기 위해 찰리가 사라지기 전 말했던 "유령에게 값을 치러야 한다"는 표현이 무슨 의미인지 알아내야 한다.

## 출연진
- 니컬러스 케이지
- 세라 웨인 캘리스
- 베로니카 페레스
- 리릭 벤트
- 잭 풀턴
- 스티븐 맥해티
- 후안 카를로스 벨리스

## 기타 제작진
- 미술: 루퍼트 래저러스